# Viré
Viré település Franciaországban, Saône-et-Loire megyében. Lakosainak száma 1218 fő (2022. január 1.). Viré Montbellet, Burgy, Clessé, Péronne, Saint-Albain és Fleurville községekkel határos.

## Népesség
A település népessége az elmúlt években az alábbi módon változott:
| Lakosok száma | 1113 | 1141 | 1196 | 1181 | 1195 | 1189 | 1201 | 1210 | 1218 |
|               | 2013 | 2015 | 2016 | 2017 | 2018 | 2019 | 2020 | 2021 | 2022 |